# 1700年哲學
1700年哲學事件  

## 著作
- 瑪麗·阿斯特爾（英语：Mary Astell）[1],《婚姻中的一些反思》（Some Reflections Upon Marriage）[2]

## 出生
- 安東尼·威廉·阿莫（英语：Anton Wilhelm Amo） 德國哲學家，經驗主義者，死於1754年。

## 死亡
- 6月6日 - W.科霍夫斯基（英语：Wespazjan Kochowski）,西班牙主義古典哲學和文學家，生於1633年。
- 6月29日 – 安德烈·阿克雷克（英语：Andrzej Abrek）波蘭的哲學家和神學家。